# Lara Wendel
Lara Wendel (n. 29 martie 1965, München, RFG) este o fostă actriță germană care a jucat în filme de cinema și televiziune din Italia.

## Viața și cariera
S-a născut sub numele de Daniela Barnes la München, ca fiică a actriței germane Britta Wendel și a jucătorului de fotbal american și actorului de film Walt Barnes. A debutat la vârsta de doar patru ani ca model pentru reclame, iar la vârsta de șapte ani a jucat în filmul giallo Mio caro assassino (1972) regizat de Tonino Valerii. A mai apărut  în rolul Rita, fiica personajului jucat de Mario Adorf, în filmul La mala ordina (1972), regizat de Fernando Di Leo, și ca tânăra Silvia în Il profumo della signora in nero (1974), regizat de Francesco Barilli.
Wendel a avut primul ei rol principal la vârsta de 12 ani în controversata dramă erotică Maladolescenza (1977), care a implicat nuditate și sex simulat. Mai târziu, ea a apărut în alte filme controversate, care implicau incest și relații necorespunzătoare între adulți și adolescenți, cum ar fi La petite fille en velours (Fetița în catifea albastră, 1978), Mimi (1979), și Desideria: la vita interiore (1980).
În anii 1980 Wendel a apărut în principal în filme de groază, lucrând cu Dario Argento (Tenebrae, 1982), Lamberto Bava (Morirai a mezzanotte, 1986), Joe D'Amato (Uccelli assassini, 1988) și Umberto Lenzi (La Casa 3, 1988), printre alții. A obținut roluri, de asemenea, într-o serie de filme de artă, inclusiv Identificazione di una donna (1982) al lui Michelangelo Antonioni și Intervista (1987) al lui Federico Fellini. A mai jucat în filme și serial de televiziune, interpretând un rol important în cel de-al doilea sezon al miniserialului Caracatița. Ultimul ei film a fost drama erotică La villa del venerdì (1991), regizată de Mauro Bolognini, și s-a retras din cariera de actriță la vârsta de doar 26 de ani.

## Filmografie
- My Dear Killer (1972)
- Manhunt (1972)
- Redneck (1973)
- The Perfume of the Lady in Black (1974)
- Maladolescenza (1977)
- La petite fille en velours bleu (Little Girl in Blue Velvet) (1978)
- Ernesto (1979)
- Mimi (1979)
- Ring of Darkness (Satan's Wife) (1979)
- Desideria: la vita interiore (1980)
- The Hawk and the Dove (1981)
- Identification of a Woman (1982)
- Tenebrae (1982)
- Vai alla grande (1983)
- Fatto su misura (1985)
- A me mi piace (1985)
- Midnight Killer (1986)
- Intervista (1987)
- Killing Birds (1988)
- Ghosthouse (1988)
- I frati rossi (The Red Monks) (1988)
- Husband and Lovers (1991)
- La casa 3 (1998) - Martha

## Legături externe
- Lara Wendel la Internet Movie Database